# ザ・ウクレレ・オーケストラ・オブ・グレート・ブリテン

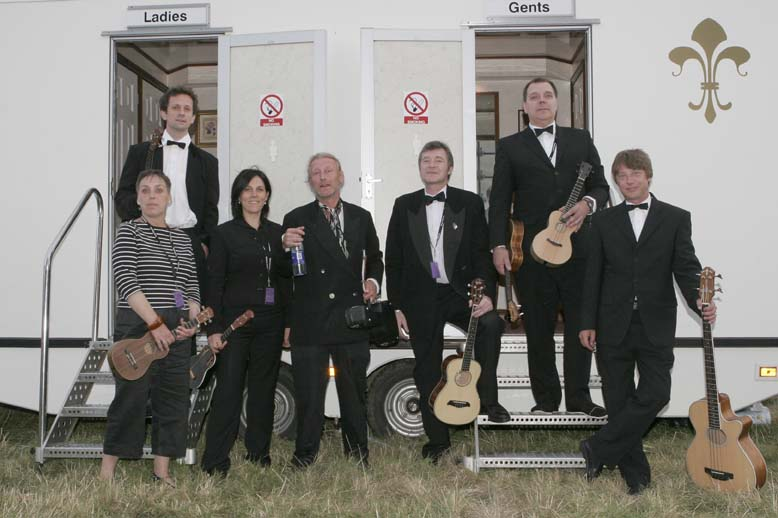
ウクレレ・オーケストラ・オブ・グレート・ブリテン（2005年）

ウクレレ・オーケストラ・オブ・グレート・ブリテン（The Ukulele Orchestra of Great Britain）は、1985年に結成したイギリスのウクレレ音楽集団。

## 概要
1985年にイギリスのロンドンで「ウクレレ・アンサンブルで古今東西の楽曲を演奏するグループ」として結成された。以後、20年以上活動を続け、ロイヤル・フェスティバル・ホール、グラストンベリー・フェスティバルといった地元だけではなく、アメリカ、カナダ、日本などでも積極的にライブを行っている。
ウクレレ・アンサンブルという音楽性とは裏腹に、服装はアロハシャツではなく、男性は全員揃いの蝶ネクタイにタキシード、女性は黒のイブニングドレスと正装している。デビュー当時は、自作の「フライングVウクレレ」を披露し、話題を集めた。
メンバーはそれぞれテレビや舞台など音楽製作の長いキャリアを持ち、自らのライブではそのキャリアで得た音楽性を生かして、楽曲をリアレンジして演奏する。有名なところでは、ケイト・ブッシュの「嵐が丘」 (Wuthering Heights) をスウィング・ジャズ風に、チャイコフスキーの「金米糖の踊り」(Dance of the Sugar Plum Fairy) やセックス・ピストルズの「アナーキー・イン・ザ・U.K.」 (Anarchy in the U.K.) をサイモン&ガーファンクルや、映画『黒いジャガー』のテーマ曲風に、といった次第。
また、デヴィッド・ボウイの「Life On Mars?」、フランク・シナトラの「マイ・ウェイ」、スティーヴィー・ワンダーの「For Once in My Life」、ザ・フーの「恋のピンチ・ヒッター」などの数曲を混合し、メドレーに仕立て上げるという荒業もこなす。
二人羽織、三人羽織ウクレレ・パフォーマンスは彼らのライブでの定番メニューになっている。

## メンバー
- ジョージ・ヒンチリフ (George Hinchliffe) - ウクレレ、ボーカル、バンド・リーダー (共同創設者、1985年- )
- デヴィッド・スーイチ (David Suich) - ウクレレ (1985年- )
- リッチー・ウィリアムズ (Richie Williams) - ウクレレ (1985年、2003年- )
- ヘスター・グッドマン (Hester Goodman) - ウクレレ (1990年- )
- ウィル・グローヴ＝ホワイト (Will Grove-White) - ウクレレ (1991年- )
- ジョンティ・バンクス (Jonty Bankes) - ベース・ウクレレ (1992年- )
- ピーター・ブルック・ターナー (Peter Brooke Turner) - ウクレレ (1994年- )
- レイサ・リア (Leisa Rea) - ウクレレ (2003年- )
- ベン・ラウズ (Ben Rouse) - ウクレレ (2014年- )
- ユアン・ウォードロップ (Ewan Wardrop) - ウクレレ
- ローラ・カリー (Laura Currie) - ウクレレ (2021年- )
- デイヴ・ボウイ (Dave Bowie) - ウクレレ (1985年- )

### 旧メンバー
- キティ・ラックス (Kitty Lux) - ウクレレ (1985年–2017年)

## ディスコグラフィ

### スタジオ・アルバム
- 『ウクレレ・バリエーション (変奏曲)』 - The Ukulele Variations (1988年)
- 『ハーツ・オブ・オーク』 - Hearts of Oak (1990年、CBS/Sony)
- 『胸いっぱいのウクレレ』 - A Fist Full of Ukuleles (1994年、Sony)
- 『プラック』 - Pluck (1998年、Tachyon)
- Songs for Plucking Lovers (2000年、UOGB)
- Anarchy in the Ukulele (2000年、UOGB)
- Eine Kleine Ukemusik (2000年、UOGB)
- 『シークレット・オブ・ライフ』 - The Secret of Life (2004年、Longman)
- Precious Little (2007年、UOGB)
- Christmas with the Ukulele Orchestra of Great Britain (2008年、UOGB)
- (Ever Such) Pretty Girls (2015年、UOGB)
- Lousy War (2016年、UOGB)
- The Originals (2016年、UOGB)
- By Request (Songs From The Set List) (2018年、UOGB)
- The Only Album by the Ukulele Orchestra You Will Ever Need Volume Three (2019年、UOGB)
- The Only Album By The Ukulele Orchestra You Will Ever Need, Vol. 9 (2020年、UOGB)
- Never Mind The Reindeer (2020年、UOGB)
- One Plucking Thing After Another (2021年、UOGB)

### ライブ・アルバム
- Anarchy in the Ukulele (2005年)
- Live in London #1 (2008年、UOGB)
- Live in London #2 (2009年、UOGB)
- Still Live (2011年、UOGB)
- Uke-Werk (2013年、UOGB)
- The Keeper (2016年、UOGB)

### コンピレーション・アルバム
- Top Notch (2001年、UOGB)
- Bang Bang(My Baby Shot Me Down) EP – The Ukulele Orchestra Vs Ibiza Air (2013年、UOGB)

### シングル
- "Miss Dy-na-mi-tee" (2005年)